# Казахская детская литература
Казахская детская литература — раздел казахской художественной литературы, предназначенный для читателей младшего, подросткового и юношеского возраста.
Истоки казахской детской литературы лежат в казахских сказках и других произведениях устного народного творчества. Среди казахских сказок присутствуют как оригинальные сюжеты, так и заимствованные из восточной литературы или русского фольклора. В числе первых собирателей казахских сказок были такие прославленные специалисты, как Чокан Валиханов, Абубакир Диваев и Василий Радлов.
Первые образцы казахской детской литературы в современном виде создал в XIX веке просветитель Ибрай Алтынсарин. В его «Киргизской хрестоматии» (1879, 2 изд. 1906) собраны образцы устного народного творчества (сказки, притчи и т. п.), переводы басен И. А. Крылова и рассказов Л. Н. Толстого на казахский язык, а также собственные дидактические рассказы. Другим примером казахской литературы XIX века, адресованной младшим поколениям, стали стихи-наставления Абая Кунанбаева («Не хвались, коль не учён», «Не соблазняйся пустяком» и др.).
В начале XX века появляются казахские учебники и сборники стихов для детей. Большой вклад в развитие данного направления внёс писатель и педагог Спандияр Кобеев, составив в 1902 году сборник «Образцовый перевод» (каз. «Үлгілі тәржіме», изд. 1910). В сборник, помимо переводов произведений русских писателей и поэтов, адресованных детской аудитории, вошли собственные произведения автора, в том числе учебник «Примерный мальчик». В числе других образцов дореволюционной казахской детской литературы — сборники «Вежливость» (1907) и «Разум» (1908) Мухамеда Кашимова, «Наставительная книга казахским детям» (1910) и сборник стихов «Подарок детям» (1912) Таира Жомартбаева.
Расцвет казахской детской литературы происходит после Октябрьской революции. В середине 1920-х годов выходит первая казахская газета «Жас кайрат» (в дальнейшем — «Лениншил жас»; в постсоветский период — «Жас Алаш»), публиковавшая материалы, адресованные школьникам, в том числе поэзию и прозу Сакена Сейфуллина, Беимбета Майлина и Шолпан Иманбаевой. Произведения казахских литераторов в русском переводе публикуются и в московском журнале «Пионер». Благодаря Ильясу Джансугурову возникает жанр казахской книжки-картинки: «Курт», «Лапти» (1920), «Загадка» (1930). В 1927 году выходит сборник рассказов «Бедняк Косжан» Утебая Турманжанова, будущего классика казахской детской литературы. В 1930-е годы происходит становление национальной детской драматургии. В 1940-х годах широкое распространение получили детские стихотворения для декламации, написанные такими авторами, как Касым Аманжолов, Мариям Хакимжанова, Абдильда Тажибаев, Гали Орманов. В 1950-е годы появляются новые имена детских поэтов, в числе которых Сапаргали Бегалин, Музафар Алимбаев. Печатаются новые стихотворения Утебая Турманжанова, репрессированного в конце 1930-х годов и реабилитированного в 1956 году. В этот период публикуется множество загадок и скороговорок, также появляются произведения в жанре сатиры и юмора. На рубеже 1950-х и 1960-х годов широкую известность получают поэты Кабдыкарим Идрисов, Кадыр Мырзалиев, Туманбай Мулдагалиев и Джубан Мулдагалиев, в этот же период к жанру детской литературы обращается признанный классик Габит Мусрепов. Печатаются произведения, в которых рассказывается о казахских народных обычаях и традициях (Мукан Иманжанов), о спорте (Сейдахмет Бердикулов), о мужестве и отваге советских людей в годы Великой Отечественной войны (Касым Кайсенов). В 1960-е годы вышли сборники «Подарок малышам» (1961), «На лоне золотого солнца» (1963), «Покупки из „Балдыргана“» (1965); начал выходить ежегодник «Двенадцать месяцев года» (с 1965). Большую роль в популяризации казахской национальной литературы сыграли республиканские журналы «Балдырган» и «Билим жане енбек» (с 1989 года — «Зерде») и газета «Дружные ребята».
В 1970—1980-х годах в издательствах «Жалын», «Жазуши», «Мектеп» и «Онер» продолжают публиковаться сборники стихотворений и сказок, книги по искусству и рукоделию. В 1977 году издана «Антология казахской детской поэзии». Произведения для детей и юношества активно печатаются в журналах «Жалын» и «Простор». Одной из ключевых фигур данного периода становится Оралхан Бокеев. С приходом перестройки в казахской детской литературе отмечается расширение тематики, рост актуальности поставленных проблем, необычные сюжеты. Адаптируясь к меняющимся реалиям, продолжают плодотворную работу поэты Музафар Алимбаев, Кадыр Мырзалиев и Туманбай Мулдагалиев.
Как отмечают современные казахстанские журналисты, после распада СССР казахская детская литература пребывает в глубоком кризисе.